# Бейгуль, Александр Николаевич
Александр Николаевич Бейгуль  (1882, Казань? — после 1928) —  русский художник, участник выставок общества "Бубновый валет", в 1912 году и в 1913 году в Москве и Санкт-Петербурге.

## Биография
Основатель рода, прапрапрадед художника, Василий Мартынович Бейгуль служил в 11-м гренадерском Фанагорийском имени А. В. Суворова полку. Был награждён золотым оружием и произведён в обер-офицеры за участие в Бородинской битве. 19 декабря 1812 года награждён орденом Святой Анны IV степени. Его имя  было высечено на памятной мраморной плите в храме Христа Спасителя.
Отец художника, Николай Николаевич Бейгуль, родился в одной из станиц Астраханской губернии 14 ноября 1858 года. После окончания в 1877 году астраханской гимназии, поступил на медицинский факультет Казанского университета. В 1880 году женился на  Марии Александровне, урождённая Петонди.  В 1882 году в семье родились сразу три сына-близнеца: Александр, Алексей и Анатолий. Только в 1884 году молодой отец смог окончить университет. Вскоре после этого он был случайно убит на охоте.  
Вдова вместе со своей матерью Марфой Матвеевной, также вдовой, смогла вырастить трёх мальчиков. 
В 1890 году двух из них, Александра и Алексея, отправили учиться в астраханскую  гимназию. Третий, Анатолий, страдал эпилепсией и остался дома. Заботу о гимназистах на себя взяла их тётя по матери Софья Александровна, в замужестве Склабинская. В 1890 году Александр и его соученик и двоюродный брат Сергей Склабинский решили переехать учиться в гимназии в Санкт-Петербурге. Отец Сергея Вячеслав Иванович Скаблинский поддержал это намерение, и юноши в 1900 году отправились в Санкт-Петербург. Окончив петербургскую гимназию, в 1901 году Александр Бейгуль поступил учиться в одно из столичных художественных училищ (название не установлено).
В 1906 году Александра призвали в армию вольноопределяющимся в 308-й Чебоксарский пехотный полк. В 1909 году Александр Бейгуль поселился в Москве и поступил учиться в частную художественную школу К. Ф. Юона. Путешествовал во Франции и Италии.
Александр Бейгуль трижды участвовал в выставках общества "Бубновый валет". В 1912 году он выставил одну работу ("Nature morte"), (на той же выставке соученик Бейгуля по школе Юона А. В. Грищенко представил его портрет). В 1913 году в Москве Бейгуль экспонировал три работы ("Notre-Dame", "Pont-Neuf — мост в Париже", "Версаль") и в том же году в Санкт-Петербурге тоже три, но "Версаль" был заменён "Натюрмортом". Предполагают, что  Бейгуль  был только экспонентом, а не членом группы "Бубновый валет". 

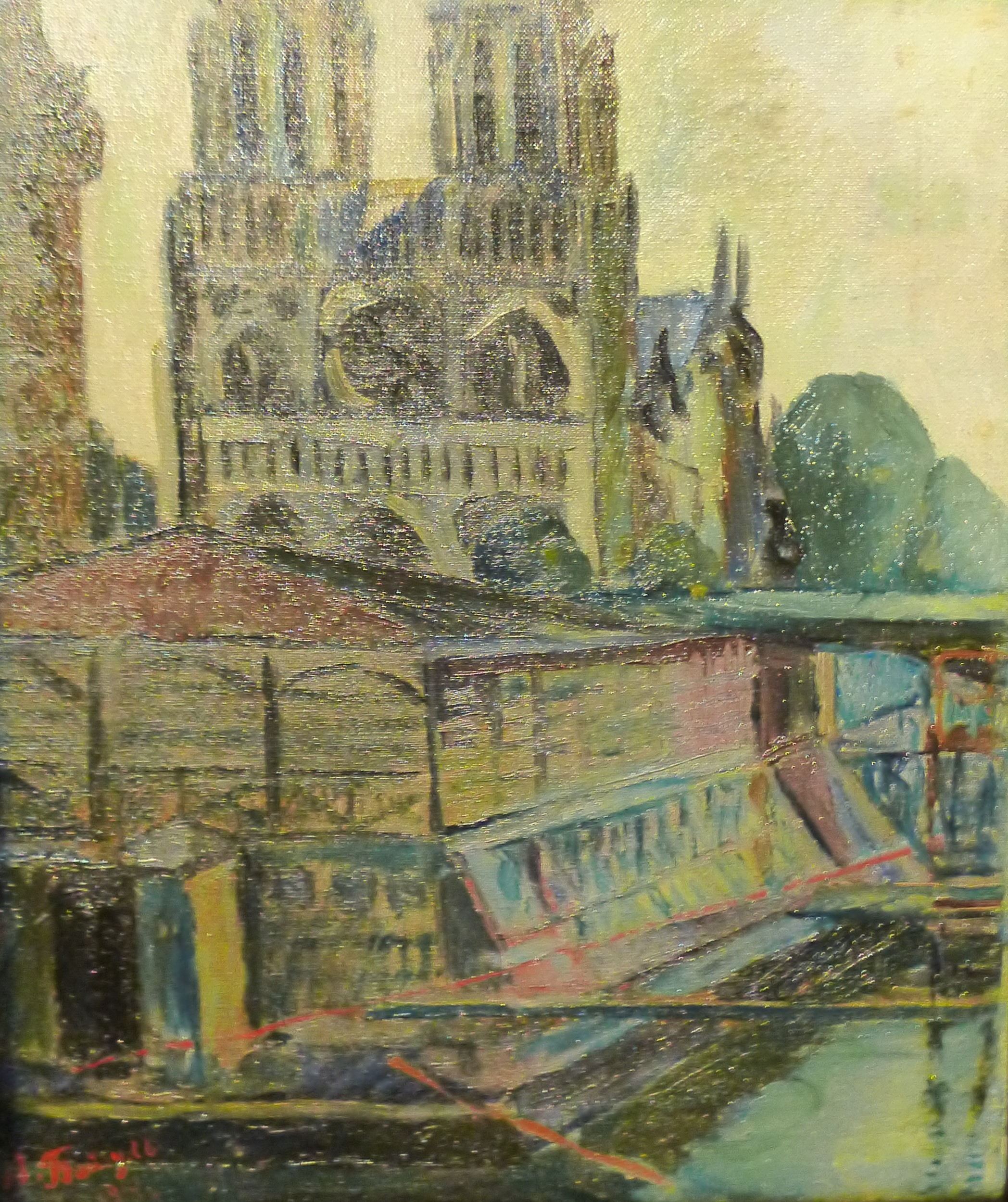
Картина Бейгуля «Нотр-Дам», 1914 год

В 1914 году Александр Николаевич Бейгуль женился на домовладелице Евфросинии Артемьевне, урождённой ?. В справочниках "Вся Москва" упоминания Бейгуля за 1915-1917 годы отсутствуют, он вновь в Москве после революции. 
В течение 1919 года Александр Бейгуль трижды участвовал в выставках: на 8-й государственной выставке были выставлены его 10 картин ("Мост во Флоренции", "Площадь во Флоренции", "Канал Венеции", "Пейзаж", "Цветы", "Натюрморт", "Хлебы", "Натюрморт" и "Версаль"), а также  в Рязани и в Витебске.
Дальнейшая жизнь А. Н. Бейгуля неизвестна. Родственники датируют его исчезновение "никак не раньше 1927—1928 годов", так как в семье его двоюродной сестры хранится портрет, написанный им в эти годы. Однако никаких сведений о нем нет и за 1920-1928 годы.

## Адреса
- 1912 — Москва, Большая Садовая, дом Пигат, квартира 39[7].
- 1913 — Москва, 1-я Брестская улица, дом 18, квартира 6[7].
- 1914 — Москва, Денежный переулок, дом 9 (маленький деревянный дом с колоннами)[9]
- 1918 — Москва, Астраханский переулок, дом 8, квартира 8[14].